# فرانکی اسپاس-۱۵
فرانکی اسپاس-۱۵ یا اس‌پی‌اس-۱۵ (به ایتالیایی: Franchi SPAS-15) یک تفنگ ساچمه‌زنی نیمه‌خودکار ساخت شرکت اسلحه‌سازی فرانکی در کشور ایتالیا است. این تفنگ در نیروهای مسلح کشورهای ایتالیا، آرژانتین، بلاروس، برزیل، اسرائیل، پرتغال و تونس به کار گرفته می‌شود.

## استفاده‌کنندگان
- آرژانتین: Used by Gendarmeria Nacional Argentina.
- برزیل: Used by Military Police GRT unit[۲] and BOPE.[۳]
- ایتالیا: 2,000 acquired in 1999 by the ارتش ایتالیا.[۴] Also used by the کارابینیری.[۵]
- اسرائیل: Israeli special forces [۶]
- پرتغال: Portuguese Army.[۷]
- تونس: Tunisian Armed Forces.[۸]